# Fagne des Deux-Séries
Pour les articles homonymes, voir Fagne.

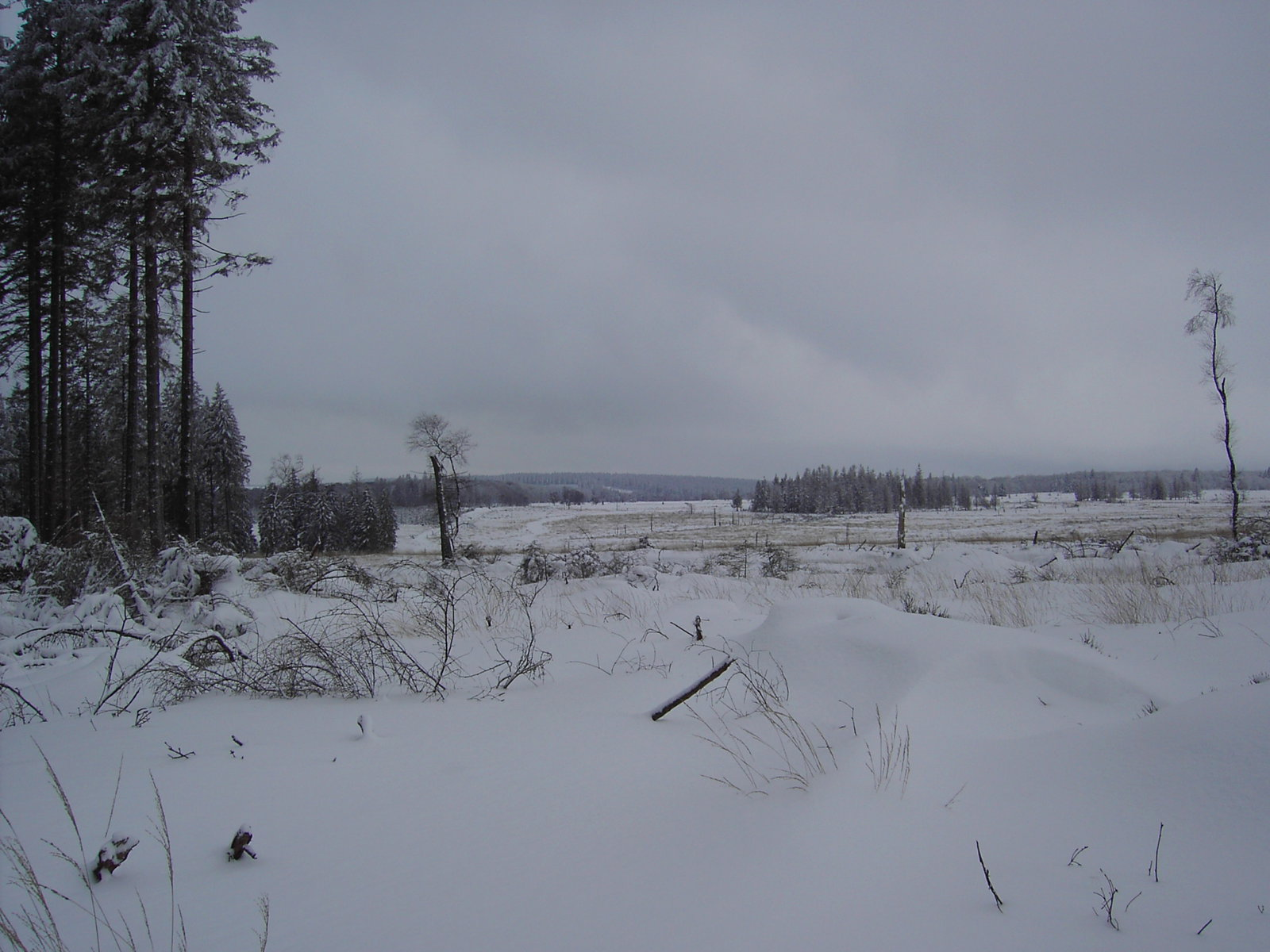
La Fagne des Deux-Séries près du Geitzbusch

La Fagne des Deux-Séries est un haut plateau ardennais essentiellement constitué de landes et de tourbières situé sur le plateau des Hautes Fagnes et faisant principalement partie de la commune de Baelen en province de Liège (Belgique).

## Situation
La Fagne des Deux-Séries se situe au nord de la fagne wallonne et à l'est de la Grande Fagne avec lesquelles elle forme le plus grand espace ouvert de fagne en Belgique. La Helle marque la limite entre la Fagne des Deux-Séries et la Fagne wallonne.
Elle est reprise comme site de grand intérêt biologique et compte une superficie totale de 1 201,38 ha.  La commune de Baelen occupe 934,55 ha, celle de Waimes : 1,35 ha et celle de Jalhay : 265,48 ha. 
La partie occidentale appartenant à la commune de Jalhay ou même parfois la totalité de Fagne des Deux-Séries est parfois assimilée à la Grande Fagne.

## Description
Cette fagne est principalement composée de sols tourbeux couverts par des groupements de tourbières hautes, le plus souvent totalement dégradés par la molinie. Elle est drainée d'une façon régulière et géométrique par des fossés humides qui se croisent à angles droits.
Situé au milieu de la fagne, le petit espace boisé du Geitzbusch est composé d'une chênaie.
Le tétras lyre, le loriot d'Europe, le busard Saint-Martin et le sizerin flammé peuvent y être observés.

## Activités et tourisme
Une grande partie de la Fagne des Deux-Séries est classée en zone C et n'est donc accessible qu'aux visites guidées, sur les pistes balisées. Le reste se trouve en zone B et reste accessible au grand public qui doit uniquement emprunter les sentiers autorisés.

## Sources
- http://biodiversite.wallonie.be/fr/806-fagne-des-deux-series.html?IDD=251660034&highlighttext=806+&IDC=1881
- "Guide du Plateau des Hautes Fagnes" de R. Collard et V. Bronowski - Édition "Les Amis de la Fagne" 1977